# Grand Prix automobile de Saint-Marin 1986
Résultats du Grand Prix de Saint-Marin de Formule 1 1986 qui s'est déroulé le 27 avril 1986 sur le circuit Enzo e Dino Ferrari à Imola, en Italie.

## Classement
| Pos. | No | Pilote             | Écurie                 | Tours | Temps/Abandon                      | Grille | Points |
| ---- | -- | ------------------ | ---------------------- | ----- | ---------------------------------- | ------ | ------ |
| 1    | 1  | Alain Prost        | McLaren-TAG            | 60    | 1 h 32 min 28 s 408 (196,208 km/h) | 4      | 9      |
| 2    | 6  | Nelson Piquet      | Williams-Honda         | 60    | + 7 s 645                          | 2      | 6      |
| 3    | 20 | Gerhard Berger     | Benetton-BMW           | 59    | + 1 tour                           | 9      | 4      |
| 4    | 28 | Stefan Johansson   | Ferrari                | 59    | + 1 tour                           | 7      | 3      |
| 5    | 2  | Keke Rosberg       | McLaren-TAG            | 58    | Panne d'essence                    | 6      | 2      |
| 6    | 7  | Riccardo Patrese   | Brabham-BMW            | 58    | Panne d'essence                    | 16     | 1      |
| 7    | 18 | Thierry Boutsen    | Arrows-BMW             | 58    | + 2 tours                          | 12     |        |
| 8    | 3  | Martin Brundle     | Tyrrell-Renault        | 58    | + 2 tours                          | 13     |        |
| 9    | 17 | Marc Surer         | Arrows-BMW             | 57    | + 3 tours                          | 15     |        |
| 10   | 27 | Michele Alboreto   | Ferrari                | 56    | Turbo                              | 5      |        |
| Abd. | 21 | Piercarlo Ghinzani | Osella-Alfa Romeo      | 52    | Panne d'essence                    | 26     |        |
| Abd. | 25 | René Arnoux        | Ligier-Renault         | 46    | Perte d'une roue                   | 8      |        |
| Abd. | 4  | Philippe Streiff   | Tyrrell-Renault        | 41    | Transmission                       | 22     |        |
| Abd. | 19 | Teo Fabi           | Benetton-BMW           | 39    | Soupape                            | 10     |        |
| Abd. | 14 | Jonathan Palmer    | Zakspeed               | 38    | Freins                             | 20     |        |
| Abd. | 22 | Christian Danner   | Osella-Alfa Romeo      | 31    | Allumage                           | 25     |        |
| Abd. | 15 | Alan Jones         | Lola-Ford              | 28    | Surchauffe                         | 21     |        |
| Abd. | 23 | Andrea De Cesaris  | Minardi-Motori Moderni | 20    | Moteur                             | 23     |        |
| Abd. | 8  | Elio De Angelis    | Brabham-BMW            | 19    | Moteur                             | 19     |        |
| Abd. | 26 | Jacques Laffite    | Ligier-Renault         | 14    | Turbo                              | 14     |        |
| Abd. | 12 | Ayrton Senna       | Lotus-Renault          | 11    | Roulement de roue                  | 1      |        |
| Abd. | 5  | Nigel Mansell      | Williams-Honda         | 8     | Moteur                             | 3      |        |
| Abd. | 11 | Johnny Dumfries    | Lotus-Renault          | 8     | Roulement de roue                  | 17     |        |
| Abd. | 29 | Huub Rothengatter  | Zakspeed               | 7     | Turbo                              | 24     |        |
| Abd. | 16 | Patrick Tambay     | Lola-Hart              | 5     | Moteur                             | 11     |        |
| Abd. | 24 | Alessandro Nannini | Minardi-Motori Moderni | 0     | Collision                          | 18     |        |

## Pole position et record du tour
- Pole position : Ayrton Senna en 1 min 25 s 050 (vitesse moyenne : 213,333 km/h).
- Meilleur tour en course : Nelson Piquet en 1 min 28 s 667 au 57e tour (vitesse moyenne : 204,631 km/h).

## Tours en tête
- Nelson Piquet : 28 (1-28)
- Keke Rosberg : 4 (29-32)
- Alain Prost : 28 (33-60)

## À noter
- 22e victoire pour Alain Prost.
- 32e victoire pour McLaren en tant que constructeur.
- 17e victoire pour le moteur TAG turbo.